# Étaules (Charente-Maritime)
Étaules település Franciaországban, Charente-Maritime megyében. Lakosainak száma 2763 fő (2022. január 1.). Étaules Arvert, Chaillevette, Les Mathes, Nieulle-sur-Seudre és Saint-Augustin községekkel határos.

## Népesség
A település népességének változása:
| Lakosok száma | 1295 | 1316 | 1413 | 2090 | 2363 | 2379 | 2475 | 2618 | 2667 | 2763 |
|               | 1968 | 1982 | 1990 | 2006 | 2013 | 2015 | 2017 | 2019 | 2020 | 2022 |